# Otto Wilke (Politiker)
Otto Wilke (* 13. April 1937 in Korbach; † 6. November 2018) war ein deutscher Politiker (FDP).

## Leben und Beruf
Nach dem Besuch der Volksschule absolvierte Wilke von 1952 bis 1955 eine Ausbildung zum Installateur. Er besuchte 1962/63 die Bundesfachanstalt für Elektrotechnik in Oldenburg, bestand die Meisterprüfung und übernahm 1967 das elterliche Installateurgeschäft in Adorf.

## Partei
Wilke schloss sich 1955 der FDP an und war anschließend bis 1963 Vorsitzender der Jungdemokraten für den Bezirk Hessen-Nord. Er wurde 1968 zum Kreisvorsitzenden der FDP Waldeck-Frankenberg und 1977 zum stellvertretenden Landesvorsitzenden der FDP Hessen gewählt. Später übernahm er die Funktion des Schatzmeisters der hessischen Liberalen.

## Abgeordneter
Wilke wurde in den Kreistag des Landkreises Waldeck-Frankenberg gewählt und war dort seit 1989 Vorsitzender der FDP-Fraktion. Er gehörte dem Hessischen Landtag von 1970 bis 1982 sowie von 1983 bis 1995 an, war dort von 1974 bis 1977 stellvertretender Vorsitzender und von 1977 bis 1982 sowie von 1987 bis 1991 Vorsitzender der FDP-Fraktion. Er war bis zum 2. Mai 2011 ehrenamtlicher Kreisbeigeordneter in Waldeck-Frankenberg. Wilke gehörte dem FDP-Bundesvorstand von 1986 bis 1992 an. Er war Ehrenvorsitzender der FDP Waldeck-Frankenberg und stellvertretender Landesvorsitzender der Liberalen Senioren Hessen. 
Von 2006 bis 2011 war Wilke Vorsitzender des Naturparks Diemelsee e. V. und Vorstandsmitglied des Naturparks Kellerwald-Edersee.

## Ehrungen
2002 wurde Otto Wilke mit der Wilhelm-Leuschner-Medaille, der höchsten Auszeichnung des Landes Hessen, geehrt.
Er war außerdem Träger des Großen Bundesverdienstkreuzes.